# Figueirão
Figueirão är en kommun i Brasilien.   Den ligger i delstaten Mato Grosso do Sul, i den södra delen av landet, 700 km sydväst om huvudstaden Brasília. Antalet invånare är 2 928.
Omgivningarna runt Figueirão är huvudsakligen savann. Trakten runt Figueirão är nära nog obefolkad, med mindre än två invånare per kvadratkilometer.